# Oophaga pumilio
Oophaga pumilio är en groddjursart som först beskrevs av Schmidt 1857.  Oophaga pumilio ingår i släktet Oophaga och familjen pilgiftsgrodor. Inga underarter finns listade i Catalogue of Life.

## Utseende
Arten når en längd av 20 till 25 mm. Grundformen har en röd kropp och blåa extremiteter. Beroende på population kan färgen variera mellan blå, grön, brun eller helt röd. Typisk är smala armar. Den fuktiga huden ger arten ett glänsande utseende. Som hos andra pilgiftsgrodor är ögonen stora. Vid fingrar och tår förekommer skivor som ökar häftförmågan. I födan som utgörs av insekter finns giftiga ämnen som överföras till huden.

## Utbredning och ekologi
Utbredningsområdet sträcker sig från centrala Nicaragua över östra Costa Rica till norra Panama. Grodan lever i låglandet och i bergstrakter upp till 960 meter över havet. Den vistas i fuktiga skogar, på odlingsmark och vid kanten av betesmarker.
Hannar etablerar revir. Honor lägger 6 till 16 ägg per tillfälle och när äggen kläcks efter sju dagar transporteras ynglen till nästa vattenansamling. Honan kommer varannan eller var tredje dag tillbaka och lägger några obefruktade ägg som föda för grodynglen. Efter 6 till 8 veckor är ungarna full utvecklade. Vattenpölen kan finnas i en epifyt.

## Hot
Beståndet hotas av landskapsförändringar och flera exemplar fångas och hölls som terrariedjur. Hela populationen är fortfarande stor. IUCN kategoriserar arten globalt som livskraftig.